# Турбаза «Лисицкий Бор»
Турбаза «Лисицкий Бор» — населенный пункт в Калининском районе Тверской области. Входит в состав Каблуковского сельского поселения.

## География
Находится в юго-восточной части Тверской области на расстоянии приблизительно 24 км на восток-юго-восток по прямой от города Тверь на левом берегу Волги.

## История
На карте 1940 года населенный пункт здесь не был отмечен, но на карте с состоянием местности в 1983 году уже отмечен. «Лисицкий бор» под Тверью некогда был популярной базой отдыха. База отдыха не работала с 2012 года. Сейчас территория заброшена.

## Население
Численность населения: 90 человек (русские 86 %) в 2002 году, 86 в 2010.